# 粗溪
粗溪，是臺灣嘉義縣水上鄉的一個傳統地域名稱，位於該鄉西側主體部分的中央略偏東北地帶。相較於今日行政區，其範圍大致包括粗溪村東南半葉不含東北部及西南端、水頭村火車站以北的西北部邊界地帶。

## 歷史
台灣日治初期，粗溪地區為一街庄（舊制街庄），稱為「粗溪庄」，隸屬於柴頭港堡。該庄西北與巷口庄為鄰，東北與下藔庄為鄰，東邊一小段與柳仔林庄為界，東南邊、南邊至西南邊為水堀頭街，西邊為大堀尾庄。
1901年（日治明治三十四年）11月11日，全台設置二十廳，該庄隸屬於嘉義廳。1904年（明治三十七年）2月15日，該庄編入「柴頭港區」，隸屬於嘉義廳。1909年（明治四十二年）10月25日，全台整併二十廳為十二廳，該庄仍隸屬於嘉義廳。1910年（明治四十三年）1月18日，各區管轄區域調整，該庄改隸屬於嘉義廳的「水堀頭區」。
1920年（大正九年）10月1日，全台廢十二廳改設五州二廳，該庄改制為「粗溪」大字，隸屬於臺南州嘉義郡水上庄（新制街庄）。
戰後水上庄改制為水上鄉，隸屬於臺南縣，大字亦改制為村。1950年（民國39年）10月，雲、嘉、南分治，水上鄉改隸屬於嘉義縣。

## 聚落
本地區發展較早的聚落有粗溪、鹿仔陷等，在日治期初期的官方地圖上已有記載。其後均因興建嘉義機場而消失。

## 交通
台鐵縱貫線是台灣西部南北向鐵路幹線，以東北—西南走向經過本地區東南部，並在南側邊界外緣設有水上車站。該站屬甲種簡易站，只停靠區間車；由此可前往台鐵沿線各站。
省道台1線又稱「縱貫公路」，是臺北至楓港的傳統平面幹道，大致與鐵路平行經過本地區。由該道路北行可前往嘉義市、嘉義縣民雄鄉、溪口鄉東端、大林鎮等地，南行可前往水上鄉水上市區、臺南市後壁區、新營區、柳營區、六甲區等地。

## 公共設施
- 嘉義機場（部分）